# Райимбек
Райимбе́к (каз. Райымбек) — село у складі Карасайського району Алматинської області Казахстану. Адміністративний центр Райимбецького сільського округу.
У радянські часи село називалось Раїмбек.
Населення — 6950 осіб (2021; 3572 у 2009, 3847 у 1999,1997  у 1989).